# 休闲潜水
休闲潜水（recreational diving，sport diving）指以娱乐休闲观光为目的的潜水活动，其最大潜水深度一般不超过水下30米，极限为水下40米。40米以下为技术潜水范畴。

## 参与要求
有下列情况者不应进行水下潜水活动：
- 心肺功能发育尚未完全的儿童（10～15岁以下）
- 有经过心、肺手术、或是心肺功能不健全者
- 心脏病、哮喘、高血压、中耳炎、鼻炎、鼻塞（甚至是感冒导致的临时鼻塞）
- 幽闭空间恐惧症患者
- 孕妇
- 饮酒、使用致幻剂、神经类药物后

游泳并不是体验休闲潜水的必要前提条件。但是如果要获得潜水认证机构所颁发的潜水员证书，均要求具备游泳踩水的技能 。所有休闲潜水认证机构均要求两人以上成组(Dive Buddy)进行潜水活动，由于水下设备的重要性，一般水肺呼吸管也配有兩個備用。部分国家和地区还要求必须在潜水向导（Dive Master）的带领下才可以进行潜水。

## 装备
休闲潜水的装备通常包括但不限於以下部件：
- 潜水面镜（mask）：使潜水者在水中保持视力，并通过面罩平衡口鼻腔之间的空气压力。
- 防寒衣：维持潜水者的体温，并一定程度上防止误碰珊瑚、水母等水中动植物时所造成的伤害，防寒衣则分为湿式防寒衣及乾式防寒衣。
- 配重（weight）：改变潜水者的比重，帮助潜水者沉入水下。
- 蛙鞋（fins）：为潜水者提供水中前进的推进力（也可完成后退等动作）。
- 潜水气瓶（tank）：存储水下使用的压缩空气。
- 呼吸调节器（regulator）：将气瓶内的压缩空气调整为人可呼吸的气压。
- 浮力調節裝置（英语：Buoyancy compensator (diving)）（buoyancy control device, BCD）：通过气囊内的气体控制穿着者在水中的浮力。
- 潜水组合仪表（console）：通常包括深度指示器及气瓶气压指示器。
- 潛水燈：用於探照岩石裂縫、縫隙，及夜間潛水。
- 其他配件：例如水底記錄版、繩索和其他可讓潛水更加有趣的物件。

## 潜水资格需求
雖然是休閒潛水，甚至也可以以體驗的方式進行，但由于較深以及外海的潜水活动，需要参与者具备相应的理论系统知识、装备使用经验甚至水下应急处理流程，所以潜水俱乐部、度假村一般會要求潜水者去參加較為技術性的海底導覽時，須出示相应的培训认证证书才同意出租裝備，并要求在下水前签署免责条款声明。
培训认证机构則是有多種選擇，休閒潛水大致對應的是體驗潛水（DSD）或開放水域潛水（OW）的等級進行，目前主流的被廣泛認可的机构有：
- PADI, Professional Association of Diving Instructor, 潜水教练专业协会
- SSI, Scuba Schools International, 国际水肺潜水学校
- CMAS, Confederation Mondiale des Activities Subaquatiques, 国际潜水员协会

## 危害及副作用
由於潛深較淺，休閒潛水的危害機率小於技術潛水，但仍需注意：
- 减压病：如果在水下未经过足够的安全停留，直接上升至水面，将导致减压病，或称之为潜水夫病。
- 氮醉及记忆力影响：由于高压空气中的氮气易溶于神经系统，可引起神经元传导受阻、导致潜水者反应迟缓、认知能力下降，类似于醉酒的状态。通常氮醉症状会随着下潜深度和压力的减少而消失。使用高氧气体（Nitrox）可减缓氮醉的症状。